# Munkedal (Gemeinde)
Koordinaten: 58° 28′ N, 11° 41′ O

Munkedal ist eine Gemeinde (schwedisch kommun) in der schwedischen Provinz Västra Götalands län und den historischen Provinzen Bohuslän und Dalsland. Der Hauptort der Gemeinde ist Munkedal.

## Geschichte
Vor der Zusammenlegung von Älvsborgs län, Skaraborgs län und Göteborgs och Bohus län zu Västra Götalands län gehörte Munkedal zur Provinz Göteborgs och Bohus län.

## Orte
Diese Orte sind Ortschaften (tätorter):
- Dingle
- Hällevadsholm
- Hedekas
- Munkedal
- Torreby

## Partnerstädte
Munkedal unterhält eine Partnerschaft zur deutschen Gemeinde Neuenkirchen (bei Greifswald) in Mecklenburg-Vorpommern.